# ده لاتشين (دشتاب)
ده لاتشین (بالفارسية: ده لاچین) هي قرية تقع في إيران في قسم دشتاب الريفي. يقدر عدد سكانها بـ 109 نسمة بحسب إحصاء 2016.